# 禍根 (小說)
禍根是為科幻小說衛斯理系列的其中一本小說，編號84，作者為倪匡。接續《大秘密》、《烈火女》的故事，該書本於1992年8月正式出版，第二版於1997年正式出版。

## 故事大綱

### 地球人的禍根
接續《大秘密》的故事，鐵天音出現在其父鐵旦和衛斯理面前，他說過去幾個月根據老十二天官的『天官門』撕下那幾頁記錄，到揚州見領袖的另一個兒子，以公開其身份要脅他，運用權力釋放政治犯，最終無功而回。

### 權力的誘惑
鐵天音向鐵旦、衛斯理二人說出被他毀去的那部份記錄內容指出，外星人干擾領袖的思想，令他進入瘋狂狀態，做出錯誤決定；使鐵旦將軍權力盡失、半身癱瘓，外星人以此助老十二天官報仇。眾人並由此得知，地球人的禍根就是權力的誘惑。外星人勸告老十二天官。聽從外星人勸告安份留在苗疆終老。

### 外星人的法寶
衛斯理離開鐵旦父子，到了西印度群島的巴哈馬群島，陶啟泉的私人小島，與妻女、藍絲、溫寶裕匯合，他們遇上木蘭花的堂妹穆秀珍，她想透過陶啟泉找到女巫瑪仙，從中知道原振俠的下落，解決心中的困擾，她更收了紅綾為乾女兒；藍絲告訴衛斯理，老十二天官是得到外星人幫助，順利升天的，於是衛一家三口再到苗疆，前往收藏烈火女骸骨的山洞，途中他們發現被人跟蹤，懷疑他是何先達，其後又發現照顧紅綾的兩頭銀猿，意外中鎗死亡、烈火女骸骨又被亂鎗掃射，衛氏夫婦懷疑是鐵天音所為。

### 暴斃的銀猿
紅綾在發現兩頭銀猿屍體附近的大樹上，找到外星人留下的背心，紅綾穿上後，一飛沖天，隨後空中另一方向，有一枚火箭向紅綾方向射去，衛氏夫婦急痛攻心，此時何先達現身，並出手相救，其後紅綾飛回來，報平安後離去，要父母回藍家峒等她；何先達別過衛氏夫婦，到白素母親的妹妹
陳月梅的墳地守護。

### 鐵天音的目的
12天官向衛氏夫婦說，在老12天官升天的山洞內遇到鐵天音，剛好達帶他來見衛，鐵天音受不了衛的迫問性格大變，發現原來他患了間歇性的性格分裂症，他到苗疆是想請外星人剷除地球上的禍根～權力，音一一解釋他們的疑問，他沒有殺死銀猿，反而被牠們所傷，銀猿是玩鎗走火而死的，他發射火箭是想吸引外星人到來。

### 外星人現身
紅綾飛回來，帶父母到白氏一家當年住過的山洞，已經成了外星人的陳月蘭(陳大小姐)，透過立體投影器，以立體影像與衛氏夫婦相聚。